# Kristien Van Vaerenbergh
Kristien Van Vaerenbergh (Halle, 22 d'abril de 1978) és una advocada belga i política nacionalista flamenca de l'N-VA.

## Vida
Primer va assistir a l'escola a l'Institut Sint-Godelieve d'Eizeringen i després va assistir a l'escola secundària amb Regina Caeli a Dilbeek. Va estudiar dret a la Universitat de Gant i posteriorment va treballar com a advocada a l'oficina familiar de Lennik.
És filla de l'advocat, exalcalde de Volksunie i membre del parlament Etienne Van Vaerenbergh, i germana del fotògraf Wouter Van Vaerenbergh.
Després de l'enfonsament de la Volksunie l'any 2001, el seu pare es va mantenir actiu com a polític per a la llista electoral local Lennik 2000, més tard Lennik Kwadraat de la qual Kristien Van Vaerenbergh també es va convertir en membre. El febrer de 2009 es va traslladar a N-VA. També va ser una de les fundadores de diversos departaments de N-VA al Pajottenland: per exemple, va fundar un departament de N-VA al seu propi municipi de Lennik el 25 de juny de 2011. Sota la seva padrina política, les sucursals N-VA d'Herne i Galmaarden també es van fundar a principis de 2012.

## Representant federal
Després de les eleccions federals de 2010, va ingressar a la Cambra de Representants, on va ser presidenta del Comitè de Justícia de la Cambra del 2012 al 2014. Des del seu mandat a la Cambra, també esdevingué membre de l'Assemblea Parlamentària del Consell d'Europa.
Va ser reelegida com a representant a les eleccions del 25 de maig de 2014. Es va centrar en el dret civil i la informatització de la justícia. Les propostes legislatives a les quals estava especialment compromesa inclouen un estatut complet per als pares d'acollida, la substitució del terme estigmatitzador divorciat per solter en documents governamentals i la possibilitat d'interrogatori per vídeo en casos penals. Tanmateix, el Tribunal Constitucional va anul·lar aquest últim per una possible vulneració del dret a un judici just.
Va ser reelegida de nou a les eleccions del 26 de maig de 2019. Després d'aquestes eleccions, va tornar a ser presidenta de la Comissió de Justícia Parlamentaria.
Des del 2013, també és regidora municipal de Lennik, on després d'aquestes eleccions va esdevenir líder de facció del major partit de l'oposició.